# Berismyia fusca
Berismyia fusca är en tvåvingeart som beskrevs av Giglio-tos 1893. Berismyia fusca ingår i släktet Berismyia och familjen vapenflugor. Inga underarter finns listade i Catalogue of Life.